# アルフレート・フォン・リヒテンシュタイン (1842-1907)
アルフレート・アロイス・エドゥアルト・フォン・ウント・ツー・リヒテンシュタイン（Alfred Aloys Eduard von und zu Liechtenstein, 1842年6月11日 - 1907年10月8日）は、ドイツのリヒテンシュタイン家の公子。リヒテンシュタイン公子フランツ・デ・パウラとその妻のユリア・ポトツカ伯爵夫人の間の長男。リヒテンシュタイン公フランツ・ヨーゼフ2世の祖父。
リヒテンシュタイン公アロイス2世は父方の伯父、オーストリア（ツィスライタニア）首相を務めたアルフレト・ユゼフ・ポトツキ伯爵は母方の伯父にあたる。1865年4月26日にウィーンにおいて、アロイス2世の娘で従妹にあたるヘンリエッテと結婚した。1903年、次男のアロイスがオーストリア皇帝フランツ・ヨーゼフ1世の姪エリーザベト・アマーリエ大公女と結婚した際に、金羊毛騎士団の騎士に列せられた。

## 子女
妻ヘンリエッテとの間には、7男3女の10人の子女をもうけた。
- フランツィスカ・マリア・ヨハンナ（1866年 - 1939年）
- フランツ・デ・パウラ・マリア（1868年 - 1929年）
- ユーリア（1868年）
- アロイス・ゴンツァーガ・マリア・アドルフ（1869年  - 1955年） - フランツ・ヨーゼフ2世の父。
- マリア・テレジア・ユーリエ（1871年 - 1964年）
- ヨハネス・フランツ・アルフレート・マリア・カスパー・メルヒオール・バルタザール（1873年 - 1959年）
- アルフレート・ロマン（1875年 - 1930年）
- ハインリヒ・アロイス・マリア・ヨーゼフ（1877年 - 1915年）
- カール・アロイス（1878年 - 1955年）
- ゲオルク・ハルトマン・ヨーゼフ・マリア・マテウス（1880年 - 1931年）